# Helen Chapman
Helen Chapman est une joueuse de tennis américaine du début du XXe siècle.
Elle a remporté l'US Women's National Championship : en double mixte en 1903 (avec Harry Allen) .

## Biographie
Helen Chapman est née à Philadelphie le 10 février 1882 et elle est décédée à l'âge de 65 ans à Atlanta le 8 avril 1947.

## Palmarès (partiel)

### Titre en double mixte
| No | Date       | Nom et lieu du tournoi                 | Catégorie | Surface      | Partenaire  | Finalistes                 | Score    |          |
| -- | ---------- | -------------------------------------- | --------- | ------------ | ----------- | -------------------------- | -------- | -------- |
| 1  | 24/06/1903 | US National Championships Philadelphie | G. Chelem | Gazon (ext.) | Harry Allen | Carrie Neely W. H. Rowland | 6-4, 7-5 | Parcours |

### Finale en double mixte
| No | Date       | Nom et lieu du tournoi                 | Catégorie | Surface      | Vainqueures               | Partenaire | Score         |          |
| -- | ---------- | -------------------------------------- | --------- | ------------ | ------------------------- | ---------- | ------------- | -------- |
| 1  | 14/06/1898 | US National Championships Philadelphie | G. Chelem | Gazon (ext.) | Carrie Neely Edwin Fisher | J. A. Hill | 6-2, 6-4, 8-6 | Parcours |

## Parcours en Grand Chelem (partiel)
Si l’expression « Grand Chelem » désigne classiquement les quatre tournois les plus importants de l’histoire du tennis, elle n'est utilisée pour la première fois qu'en 1933, et n'acquiert la plénitude de son sens que peu à peu à partir des années 1950.

### En simple dames
| Année | - | - | Championnat de France | Championnat de France | Wimbledon | Wimbledon | US National   | US National  |
| ----- | - | - | --------------------- | --------------------- | --------- | --------- | ------------- | ------------ |
| 1898  | - | - | -                     | -                     | -         | -         | 1/4 de finale | Carrie Neely |
| 1902  | - | - | -                     | -                     | -         | -         | 1/2 finale    | Marion Jones |
| 1903  | - | - | -                     | -                     | -         | -         | 1/2 finale    | Carrie Neely |

À droite du résultat, l’ultime adversaire.

### En double dames
| Année | - | - | Championnat de France | Championnat de France | Wimbledon | Wimbledon | US National                 | US National              |
| ----- | - | - | --------------------- | --------------------- | --------- | --------- | --------------------------- | ------------------------ |
| 1898  | - | - | -                     | -                     | -         | -         | 1/4 de finale Elsie Mahoney | Maud Banks Ethel Steel   |
| 1902  | - | - | -                     | -                     | -         | -         | 1/4 de finale E. Rastall    | J. Atkinson Marion Jones |

Sous le résultat, la partenaire ; à droite, l’ultime équipe adverse.

### En double mixte
| Année | - | - | Championnat de France | Championnat de France | Wimbledon | Wimbledon | US National          | US National                |
| ----- | - | - | --------------------- | --------------------- | --------- | --------- | -------------------- | -------------------------- |
| 1898  | - | - | -                     | -                     | -         | -         | Finale J. A. Hill    | Carrie Neely Edwin Fisher  |
| 1903  | - | - | -                     | -                     | -         | -         | Victoire Harry Allen | Carrie Neely W. H. Rowland |

Sous le résultat, le partenaire ; à droite, l’ultime équipe adverse.